# سباستین تابوردا
سباستین تابوردا (انگلیسی: Sebastián Taborda؛ زادهٔ ۲۲ مهٔ ۱۹۸۱) بازیکن سابق فوتبال اهل اروگوئه است که در پست نوک حمله بازی می‌کرد.
وی همچنین در تیم ملی فوتبال اروگوئه بازی کرده‌است.